# Camelia Lupașcu
Camelia Gabriela Lupașcu (n. 29 iulie 1986, Dorohoi, Botoșani, România) este o canotoare română. A început să practice canotajul în 2002.

## Biografie
Cu o înălțime de 1,84 m și o greutate de 70 kg, Camelia Lupașcu a reprezentat clubul CS Dinamo București de-a lungul carierei sale sportive.

## Carieră
În 2003, la Campionatele Mondiale de Juniori, a câștigat medalia de aur la proba de patru vâsle, iar în 2004 a obținut argintul la proba de simplu. În 2005, s-a alăturat echipajului de 8+1 al României, cu care a câștigat medalia de argint la Campionatele Mondiale de la Gifu.

## Campionate Mondiale
| An   | Oraș     | Probă | Medalie |
| ---- | -------- | ----- | ------- |
| 2005 | Gifu     | 8+1   | Argint  |
| 2009 | Poznań   | 2-    | Argint  |
| 2009 | Poznań   | 8+1   | Argint  |
| 2010 | Hamilton | 8+1   | Bronz   |
| 2013 | Chungju  | 8+1   | Argint  |

## Campionate Europene
| An   | Oraș             | Probă | Medalie |
| ---- | ---------------- | ----- | ------- |
| 2007 | Poznań           | 4x    | Bronz   |
| 2008 | Atena            | 8+1   | Aur     |
| 2009 | Brest            | 2-    | Aur     |
| 2009 | Brest            | 8+1   | Aur     |
| 2010 | Montemor-o-Velho | 2-    | Aur     |
| 2010 | Montemor-o-Velho | 8+1   | Aur     |
| 2011 | Plovdiv          | 2-    | Aur     |
| 2011 | Plovdiv          | 4x    | Bronz   |
| 2012 | Varese           | 2-    | Aur     |
| 2012 | Varese           | 4x    | Bronz   |
| 2013 | Sevilla          | 8+1   | Aur     |

| Simbol | Semnificație                                                          |
| ------ | --------------------------------------------------------------------- |
| 1x     | Simplu vâsle (o persoană, două vâsle)                                 |
| 2x     | Dublu vâsle (două persoane, două vâsle fiecare)                       |
| 2-     | Dublu rame fără cârmaci (două persoane, o vâslă fiecare)              |
| 2+     | Dublu rame cu cârmaci (două persoane, o vâslă fiecare, plus cârmaci)  |
| 4x     | Patru vâsle (patru persoane, două vâsle fiecare)                      |
| 4-     | Patru rame fără cârmaci (patru persoane, o vâslă fiecare)             |
| 4+     | Patru rame cu cârmaci (patru persoane, o vâslă fiecare, plus cârmaci) |
| 8+1    | Opt rame cu cârmaci (opt persoane, o vâslă fiecare, plus cârmaci)     |

La Jocurile Olimpice din 2012 de la Londra, a făcut parte din echipajul de 8+1 al României, care s-a clasat pe locul al patrulea.